# NGC 206

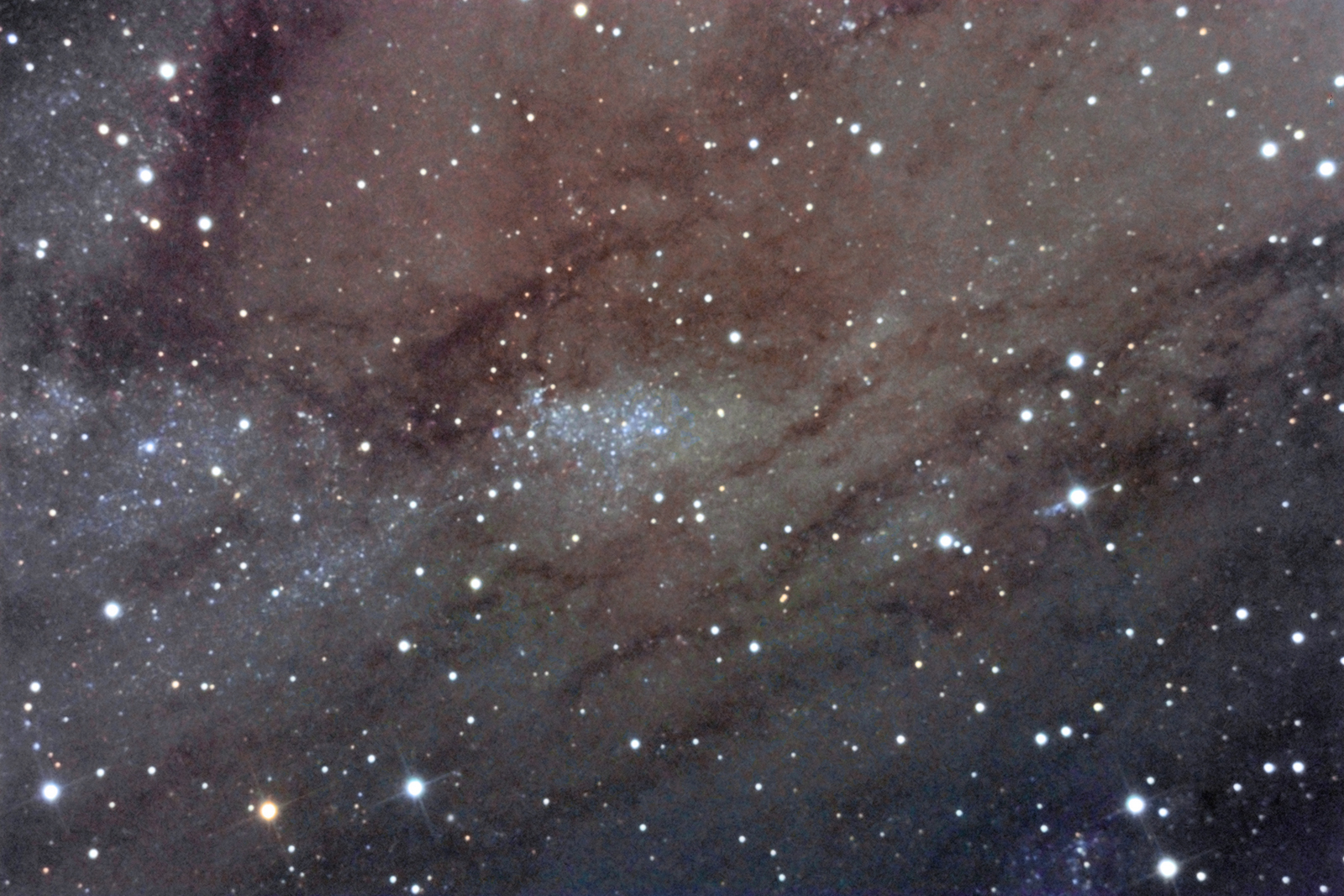
NGC 206.

NGC 206 es una nube estelar situada en la región suroeste de la galaxia de Andrómeda, en un brazo espiral, y visible en numerosas fotos de esta. Es considerada también como una de las mayores regiones de formación estelar del Grupo Local.
Se encuentra en una región libre de gas frío, y su estructura parece ser doble, con una región con una edad de alrededor de 10 millones de años y que incluye en su borde varias regiones HII, y otra —separada de la anterior por una banda de polvo interestelar— de entre 40 y 50 millones de años de edad y que incluye varias cefeidas; en ambas hay varios cientos de estrellas de tipo O y B.